# Grand Prix moto de Rio de Janeiro 1995
Le  Grand Prix moto de Rio de Janeiro 1995 est la onzième manche du championnat du monde de vitesse moto 1995. La compétition s'est déroulée du 15 au 17 septembre 1995 sur l'Autódromo Internacional Nelson Piquet connu sous le nom de Jacarepaguá.
C'est la première édition du Grand Prix moto de Rio de Janeiro.

## Classement 500 cm3
| Pos. | Pilote               | Constructeur  | Temps/Écart     | Points |
| ---- | -------------------- | ------------- | --------------- | ------ |
| 1    | Luca Cadalora        | Yamaha        | 46 min 18 s 206 | 25     |
| 2    | Mickael Doohan       | Honda         | +5 s 569        | 20     |
| 3    | Norifumi Abe         | Yamaha        | +12 s 282       | 16     |
| 4    | Daryl Beattie        | Suzuki        | +15 s 208       | 13     |
| 5    | Scott Russell        | Suzuki        | +15 s 610       | 11     |
| 6    | Alex Criville        | Honda         | +24 s 036       | 10     |
| 7    | Carlos Checa         | Honda         | +24 s 490       | 9      |
| 8    | Alex Barros          | Honda         | +24 s 701       | 8      |
| 9    | Loris Capirossi      | Honda         | +37 s 252       | 7      |
| 10   | Shinichi Itoh        | Honda         | +53 s 657       | 6      |
| 11   | Neil Hodgson         | Yamaha        | +59 s 260       | 5      |
| 12   | Jeremy McWilliams    | Yamaha        | +1 min 09 s 888 | 4      |
| 13   | Laurent Naveau       | ROC Yamaha    | +1 min 10 s 390 | 3      |
| 14   | Sean Emmett          | Harris Yamaha | +1 min 10 s 717 | 2      |
| 15   | Adrien Bosshard      | ROC Yamaha    | +1 min 10 s 928 | 1      |
| 16   | James Haydon         | Harris Yamaha | +1 min 42 s 962 |        |
| 17   | Frédéric Protat      | ROC Yamaha    | +1 min 57 s 758 |        |
| 18   | Eugene McManus       | Harris Yamaha | +1 tour         |        |
| 19   | Lucio Pedercini      | ROC Yamaha    | +1 tour         |        |
| 20   | Lee Pullan           | Harris Yamaha | +1 tour         |        |
| 21   | José Kuhn            | ROC Yamaha    | +1 tour         |        |
| Abd. | Cristiano Migliorati | Harris Yamaha | Abandon         |        |
| Abd. | Bernard Haenggeli    | ROC Yamaha    | Abandon         |        |
| Abd. | Marc Garcia          | ROC Yamaha    | Abandon         |        |
| Abd. | Jean-Pierre Jeandat  | Paton         | Abandon         |        |
| Abd. | Loris Reggiani       | Aprilia       | Abandon         |        |
| Abd. | Juan Borja           | ROC Yamaha    | Abandon         |        |
| Abd. | Marco Papa           | ROC Yamaha    | Abandon         |        |
| Abd. | Bernard Garcia       | ROC Yamaha    | Abandon         |        |

## Classement 250 cm3
| Pos  | Pilote                    | Constructeur | Temps/Écart     | Points |
| ---- | ------------------------- | ------------ | --------------- | ------ |
| 1    | Doriano Romboni           | Honda        | 43 min 45 s 464 | 25     |
| 2    | Max Biaggi                | Aprilia      | +1 s 345        | 20     |
| 3    | Tadayuki Okada            | Honda        | +1 s 390        | 16     |
| 4    | Ralf Waldmann             | Honda        | +1 s 702        | 13     |
| 5    | Tetsuya Harada            | Yamaha       | +1 s 834        | 11     |
| 6    | Jean-Philippe Ruggia      | Honda        | +2 s 148        | 10     |
| 7    | Olivier Jacque            | Honda        | +22 s 078       | 9      |
| 8    | Nobuatsu Aoki             | Honda        | +33 s 846       | 8      |
| 9    | Roberto Locatelli         | Aprilia      | +35 s 448       | 7      |
| 10   | Luis d'Antin              | Honda        | +37 s 422       | 6      |
| 11   | Jurgen Fuchs              | Honda        | +46 s 659       | 5      |
| 12   | Eskil Suter               | Aprilia      | +56 s 708       | 4      |
| 13   | Kenny Roberts Jr          | Yamaha       | +56 s 906       | 3      |
| 14   | José Luis Cardoso         | Aprilia      | +57 s 023       | 2      |
| 15   | Luis Maurel               | Honda        | +1 min 02 s 608 | 1      |
| 16   | Ruben Xaus                | Honda        | +1 min 09 s 694 |        |
| 17   | Takeshi Tsujimura         | Honda        | +1 min 09 s 776 |        |
| 18   | Patrick van den Goorbergh | Aprilia      | +1 min 22 s 220 |        |
| 19   | Niall Mackenzie           | Aprilia      | +1 min 23 s 690 |        |
| 20   | Adolf Stadler             | Aprilia      | +1 min 49 s 322 |        |
| 21   | Bernd Kassner             | Aprilia      | +1 min 49 s 455 |        |
| Abd. | Miguel Angel Castilla     | Aprilia      | Abandon         |        |
| Abd. | Pere Riba                 | Aprilia      | Abandon         |        |
| Abd. | Jurgen van den Goorbergh  | Honda        | Abandon         |        |
| Abd. | José Barresi              | Honda        | Abandon         |        |
| Abd. | Jean-Michel Bayle         | Aprilia      | Abandon         |        |
| Abd. | Gregorio Lavilla          | Honda        | Abandon         |        |
| Abd. | Régis Laconi              | Honda        | Abandon         |        |
| Abd. | Davide Bulega             | Honda        | Abandon         |        |

## Classement 125 cm3
| Pos  | Pilote             | Constructeur | Temps/Écart     | Points |
| ---- | ------------------ | ------------ | --------------- | ------ |
| 1    | Masaki Tokudome    | Aprilia      | 41 min 29 s 854 | 25     |
| 2    | Gianluigi Scalvini | Aprilia      | +0 s 204        | 20     |
| 3    | Haruchika Aoki     | Honda        | +0 s 422        | 16     |
| 4    | Herri Torrontegui  | Honda        | +0 s 548        | 13     |
| 5    | Noboru Ueda        | Honda        | +8 s 834        | 11     |
| 6    | Akira Saito        | Honda        | +8 s 950        | 10     |
| 7    | Darren Barton      | Yamaha       | +9 s 012        | 9      |
| 8    | Dirk Raudies       | Honda        | +9 s 612        | 8      |
| 9    | Tomomi Manako      | Honda        | +14 s 174       | 7      |
| 10   | Emilio Alzamora    | Honda        | +19 s 244       | 6      |
| 11   | Jorge Martínez     | Aprilia      | +26 s 088       | 5      |
| 12   | Hideyuki Nakajo    | Honda        | +33 s 976       | 4      |
| 13   | Takehiro Yamamoto  | Honda        | +34 s 208       | 3      |
| 14   | Stefan Prein       | Honda        | +34 s 436       | 2      |
| 15   | Yoshiaki Katoh     | Yamaha       | +34 s 932       | 1      |
| 16   | Josep Sarda        | Honda        | +35 s 048       |        |
| 17   | Tomoko Igata       | Honda        | +37 s 817       |        |
| 18   | Peter Öttl         | Aprilia      | +38 s 138       |        |
| 19   | Manfred Geissler   | Aprilia      | +52 s 498       |        |
| 20   | Ken Miyasaka       | Honda        | +52 s 640       |        |
| 21   | Yoshiyuki Sugai    | Honda        | +1 min 10 s 903 |        |
| Abd. | Stefano Perugini   | Aprilia      | Abandon         |        |
| Abd. | Hiroyuki Kikuchi   | Honda        | Abandon         |        |
| Abd. | Oliver Koch        | Aprilia      | Abandon         |        |
| Abd. | Massimo d'Agnano   | Aprilia      | Abandon         |        |
| Abd. | Kazuto Sakata      | Aprilia      | Abandon         |        |
| Abd. | Luigi Ancona       | Yamaha       | Abandon         |        |
| Abd. | Andrea Ballerini   | Aprilia      | Abandon         |        |
| Abd. | Gabriele Debbia    | Yamaha       | Abandon         |        |